# Daimler DS 420
La DS 420 è un'autovettura prodotta dalla Daimler Motor Company tra il 1968 ed il 1992.
Dalla metà degli anni sessanta la Daimler era ridotta a un puro marchio apposto sulle versioni più prestigiose delle berline Jaguar.
Ai gloriosi tempi della produzione autonoma di grandi limousine dall'aria un po' funerea (e pertanto spesso utilizzate dalle imprese di onoranze funebri come base per sontuosi auto funebri), la prestigiosa casa inglese era tra i principali fornitori della Casa Reale britannica.
Per recuperare questo ruolo, oramai detenuto dalla Rolls-Royce, la British Leyland, proprietaria della Daimler attraverso la Jaguar, mise in cantiere il progetto di una nuova limousine che vide luce nel 1968.
Partendo dalla meccanica della 420 G, il cui pianale venne allungato di 51 centimetri, i tecnici realizzarono la DS 420, un'originale limousine con abitacolo diviso in due parti: quella anteriore riservata all'autista e quella posteriore, più ampia, per i passeggeri.
La carrozzeria, realizzata dalla Vanden Plas, che s'occupava anche dell'assemblaggio della vettura, aveva un muso ispirato a quello della Jaguar 420 G ed una coda appuntita con bagagliaio sovrapposto simile alle vecchie versioni Rolls Royce.

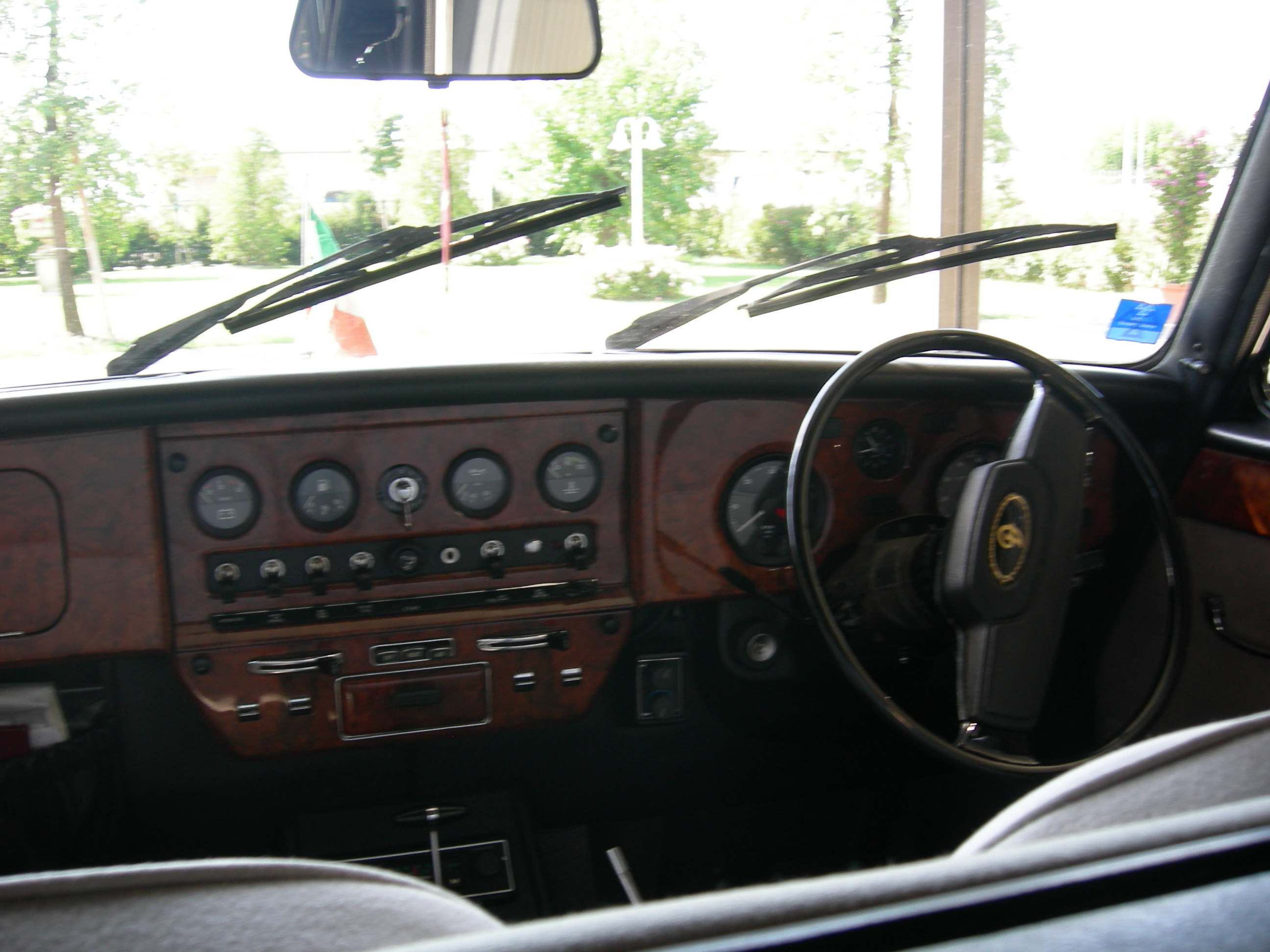
Il cruscotto della Daimler DS 420.

La meccanica era la stessa della Jaguar, compreso il 6 cilindri in linea bialbero della serie XK da 4,235 cm³. 
Per assicurare una souplesse di marcia più consona ad una limousine la potenza del motore, abbinato unicamente ad un cambio automatico a 3 rapporti, venne ridotta a 245 CV. 
L'abitacolo della DS 420 era riccamente rifinito (pelle e radica ovunque) e ampiamente personalizzabile in termini di rivestimenti, colori, accessori e arredamento.
Dal punto di vista tecnico la DS 420 subì, nella sua lunga carriera, le stesse evoluzioni motoristiche delle altre Jaguar dotate del medesimo 6 cilindri. Così la potenza massima scese a 167 CV nel 1973 e risalì a 205 CV nel 1979.
Il 1979 fu anche l'anno in cui la produzione venne trasferita dalla Vanden Plas agli stabilimenti di Browns Lane a Coventry.
A livello estetico, l'unica variazione in tutti gli anni di produzione, fu l'adozione, sempre nel '79, di più ampi paraurti con fascia perimetrale in gomma al posto di quelli con rostri.
La DS 420 riuscì nel proprio scopo, dato che la Regina Elisabetta II ne acquistò vari esemplari e anche il Parlamento Inglese l'adottò come auto di rappresentanza.
In tutto furono prodotte 4.116 limousine complete, a cui vanno aggiunti 961 chassis per l'allestimento, tanto per non smentirsi, di carri funebri.